# جيرمان روانو
جيرمان روانو (بالإسبانية: German Ruano)‏ هو لاعب كرة قدم غواتيمالي في مركز الدفاع، ولد في 17 أكتوبر 1971 في مدينة غواتيمالا في غواتيمالا. شارك مع منتخب غواتيمالا لكرة القدم. أما مع النوادي، فقد لعب مع ميونيسيبال.

## وصلات خارجية
- جيرمان روانو على موقع الاتحاد الدولي (مؤرشف)  (الإنجليزية)
- جيرمان روانو على موقع قاعدة بيانات كرة القدم.إي يو (الإنجليزية)
- جيرمان روانو على موقع ناشيونال فوتبول تيمز (الإنجليزية)